# Зубарева, Елена Ивановна
Елена Ивановна Зубарева (род. Алма-Ата) — российская и американская певица (сопрано), специализирующаяся в жанре классический кроссовер. Записывает и исполняет популярные оперные арии и классическую камерную музыку. Принимала участие в съёмках фильма «Война миров Z», исполнив роль русской певицы в первоначальном варианте картины.
Созданная Зубаревой программа FitVoice получила широкое признание в американской прессе.

## Биография и артистическая карьера
Родилась в Алма-Ате (Казахстан, СССР) в семье военного дирижёра, заслуженного артиста РСФСР Ивана Геннадиевича Зубарева и Заремы Георгиевны Зубаревой, урождённой Плиевой. Среди родственников Зубаревой со сторны отца — Ирина Калик, балерина Музыкального театра имени Станиславского и Немировича-Данченко и Галина Соболева, музыковед и автор книг «Россия в песне» и «Русский романс».
Закончила Московский Государственный Университет имени Ломоносова и Музыкальный Колледж Бёркли в Бостоне, США. Певица также обучалась недолгое время в Государственном музыкально-педагогическом институте имени М. М. Ипполитова-Иванова. Среди её педагогов — солистка Большого театра Лидия Ковалёва и профессор Бостонской Консерватории Кэтрин Райт.
Выступала в Театре Российской Армии, Государственной Театральной Академии, Президентской библиотеке-музее Джона Ф. Кеннеди, Бостонской Консерватории, Музыкальном Колледже Бёркли. Много лет поёт в Русской Православной церкви Богоявления в городе Бостоне.
В 2006 году Зубарева выступила в весеннем гала-концерте в отеле «Мариотт» в Бостоне, собравшем более 2 миллионов долларов в пользу центров обучения имени Кардинала Ричарда Кушинга.
В 2009 году певица записала диск «Allure», продюсером которого выступил номинант премии «Грэмми» Джонатан Вайнер. В 2011 записанная Зубаревой песня на музыку Эннио Морриконе «C’era una volta il west» («Однажды на диком западе»), возглавила чарт на CDBaby, крупнейшем американском онлайн дистрибьюторе независимой музыки.
В 2011 году режиссёр Марк Форстер пригласил Зубареву принять участие в съёмках первоначального финала фильма «Война миров Z» с участием Брэда Питта. Зубарева сыграла роль таинственной Русской певицы, исполняющей «Вокализ» Рахманинова во время заключительной битвы.
В 2013 году принимала участие в шоу «America’s got talent», обучая вокальной технике известного радио- и телеведущего Говарда Стерна.
Созданная Зубаревой программа сохранения и развития голоса FitVoice, получившая одобрение известного отоларинголога из Гарварда Филиппа Сонга, вызвала большой интерес в американской прессе, в частности на Эй-Би-Си, WGBH (FM), NPR/WBUR, Oprah Radio, в «Бостон Глоуб», «Бостон Геральд» и «Бостон Феникс». «Бостон Геральд» назвала Зубареву «Бостонским вокальным экспертом».

## Личная жизнь
Зубарева была замужем за Стэнтоном Дженераловичем, американцем сербского происхождения. Супруги развелись в 2009 году.